# Жужуйский исход

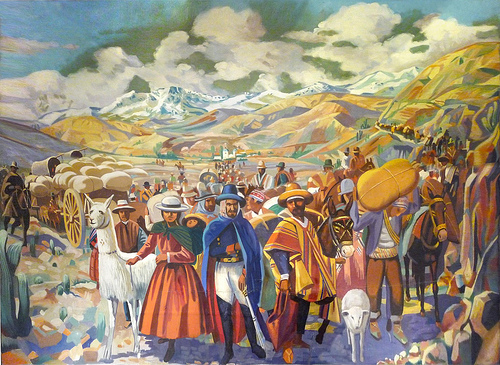
Жужуйский исход, картина неизвестного художника середины XX века

Жужуйский исход (исп. El Éxodo Jujeño) — эпизод войны за независимость Аргентины, представляющий собой массовое отступление войск Соединённых провинций Южной Америки и вынужденное переселение жителей провинции Жужуй. Исход Северной армии под командованием Мануэля Бельграно и переселение жителей начались 23 августа 1812 года — они бросили город и территорию провинции в ответ на приближение Королевской армии Перу под командованием Эустокио Диаса Велеса. Неповиновение приказу грозилось смертной казнью через расстрел.

## Краткое описание событий

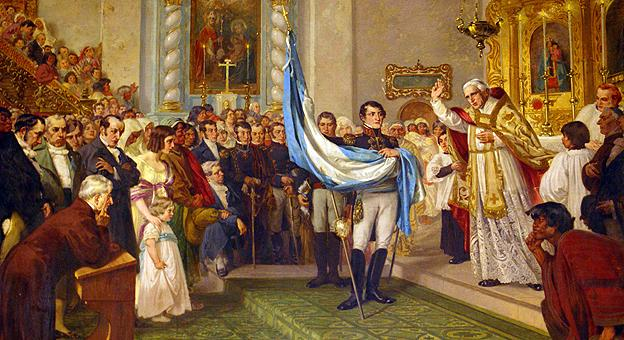
Картина Луиджи де Серви «Освящение флага Аргентины»

В начале 1812 года генералом Мануэлем Бельграно были созданы Кокарда Аргентины и национальный флаг, освящённый в Росарио. Бельграно принял приказ выступать на север и принял командование Северной Армией, штабом которой был город Сан-Сальвадор-де-Жужуй. Ситуация складывалась не в пользу восставших аргентинцев: незадолго до этого кампания Хуана Хосе Кастельи в Северном Перу завершилась итоговым поражением в битве при Уаки. Уцелевшие остатки армии ушли на юг в Жужуй, но им не хватало личного состава, снаряжения и средств, чтобы остановить превосходившую по численности в 4 раза и по вооружению испанскую армию.
Силы лоялистов под командованием генерала Пио де Тристана численностью 3 тысячи человек выступили с территории Боливии на северо-запад Аргентины (через Умауаку). У революционеров было в два раза меньше войск, к тому же они были плохо вооружены, морально подавлены, помощь от центрального правительства прийти не могла, а в районе разразилась эпидемия малярии. Многие представители высшего класса отказались помогать революционерам и готовы были переметнуться на сторону испанцев, не дожидаясь подхода подкреплений из Буэнос-Айреса.
Над войсками Бельграно зависла угроза полного поражения и потери территории, вследствие чего он приказал всем жителям собрать личные вещи и последовать за ним пешими или на повозках со всем скотом, а остатки — сжечь вместе со всем городом, чтобы не дать лоялистам заполучить хоть какие-то припасы. 29 июля 1812 года он подписал приказ, взывая к стремлению людей стать свободными и предупреждая, что не подчинившиеся приказу люди будут казнены, а их имущество уничтожено.

## Приказ

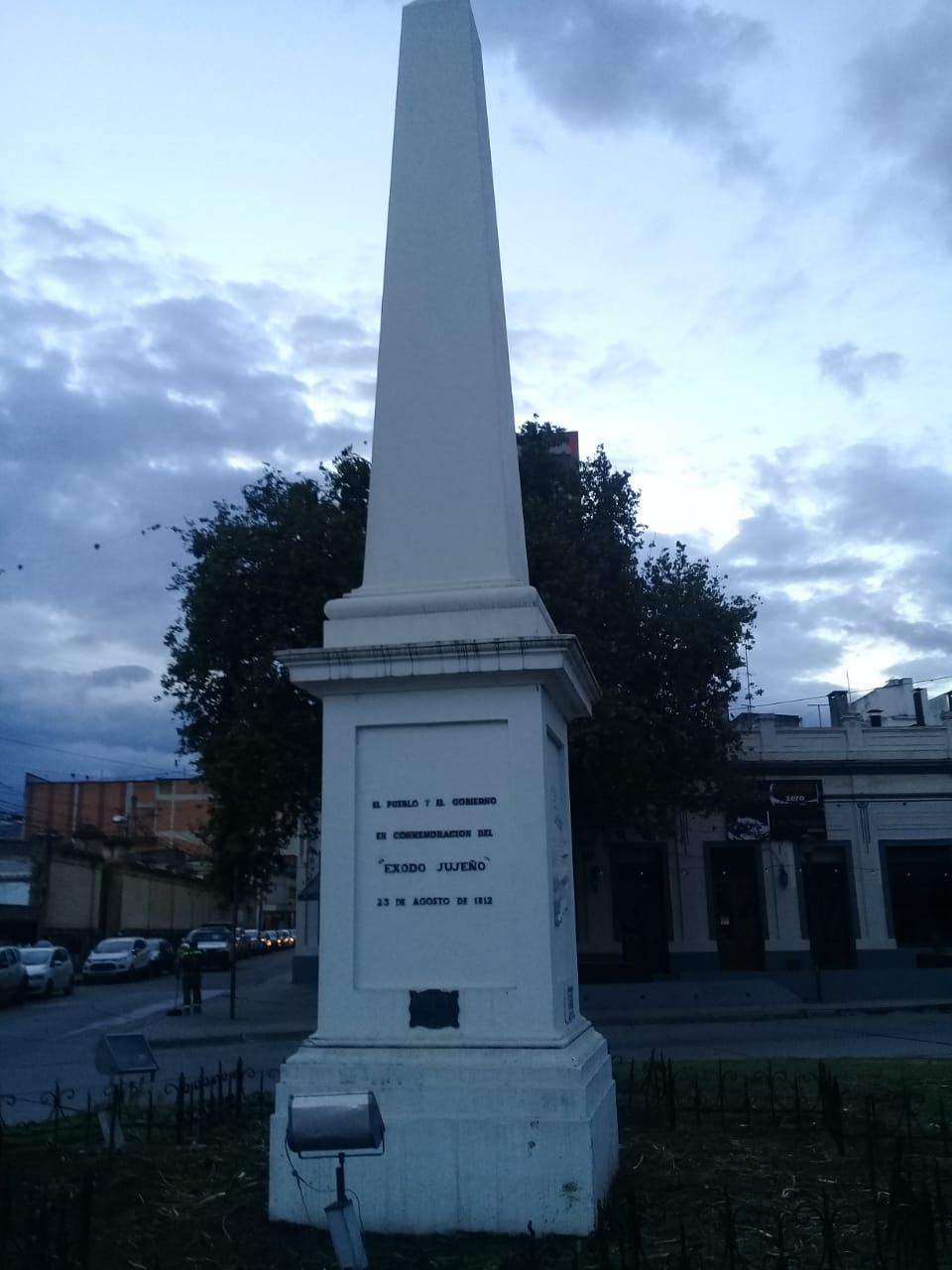
Памятник в ознаменование подвига жителей провинции Жужуй и генерала Бельграно

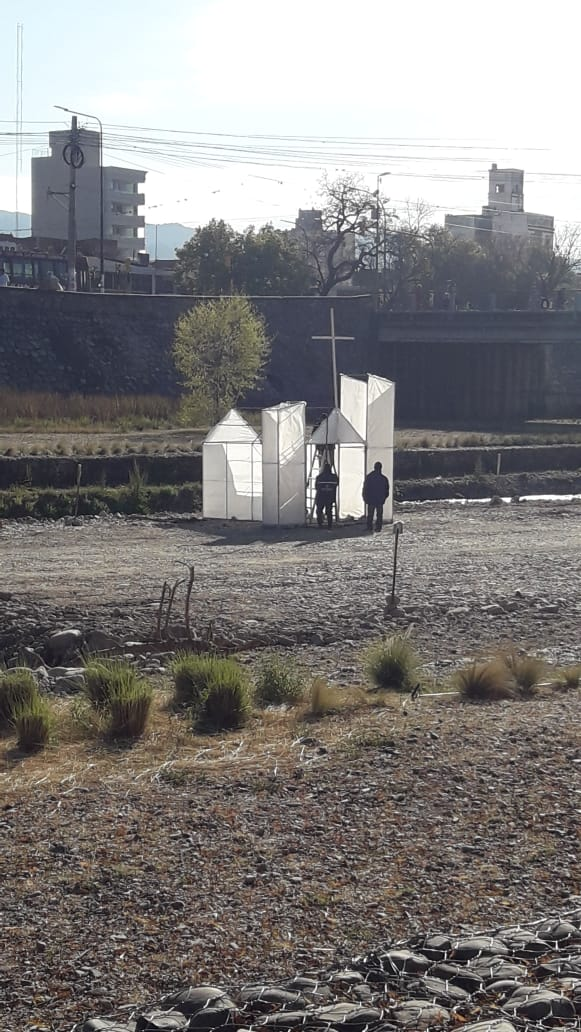
Приготовления к мероприятиям 23 августа

Жителям провинции: поскольку я ступил на вашу землю, чтобы взять на себя ответственность за оборону, в которой заинтересован Его Превосходительство Губернатор Объединённых провинций Республики Рио-де-ла-Плата, с вами я говорил откровенно. Откровенно скажу вам, что войска Абаскаля, вышедшие из Гойенече, приближаются к Суйпаче; хуже всего того, что их поддерживают дегенераты, которые живут среди вас и которым плевать, что наши священные права на свободу, частную собственность и безопасность оскорблены и нас хотят вернуть в рабство.
Итак, настал момент, что вы проявите свой героизм и присоединитесь к Армии под моим командованием; если, как вы утверждаете, вы хотите быть свободными, то несите нам огнестрельное оружие, холодное оружие и все припасы, которые у вас есть или которые вы можете приобрести; отдайте должное тем, у которого припасы были, но кому наплевать на то, что есть вероятность, что вы лишитесь и ваших прав, и вашего имущества.
Землевладельцам: поторопитесь вывести ваш рогатый скот, лошадей, мулов и овец, которые находятся на ваших участках, и одновременно ваши съестные припасы к Тукуману; не давайте мне повод предпринимать против вас болезненные меры, если не хотите остаться предателями нации.
Трудящимся: обезопасьте всё имущество, вывезя его до последней вещицы, поскольку в случае неповиновения вам грозит тот же позор, что и вышесказанным.
Купцы: не теряйте время на то, чтобы приумножить ваши товары или распродать их, сколько бы вы ни могли этого сделать и сколько бы у вас ни было; не выполнив приказ, вы будете наказаны аналогично, как и выше указанные люди; более того, все найденные вещи будут уничтожены вне зависимости от того, кто до них добрался и кому они принадлежат.
Поймите все, что тот, кто будет находиться без армейской охраны в любом месте или же попытается выйти без моего разрешения, будет немедленно расстрелян без какого-либо суда и следствия. Аналогичное наказание ждёт тех, кто своими словами или делами попытается выступить против священного долга Родине, вне зависимости от класса, рода и состояния. А те, кто внушал уныние и панику своим примером, будут аналогично расстреляны, если окажется не менее двух свидетелей того.
Все те, кто по моему первому приказу не будут готовы выступить и не подготовятся со всей тщательностью вне зависимости от происхождения и состояния, будут объявлены предателями родины.
Не ожидаю, что будет хоть один, кто вынудит меня применить вышеупомянутые наказания, поскольку истинные дети своего отечества пообещают мне помогать, как помогают своей достойной матери; а дегенераты будут слепо подчиняться и скрывать свои намерения. Более того, если бы так не было, то знайте, что уже нечего обсуждать здесь из того, что можно обсудить, и ничего не сможет вынудить не подчиняться приказам, отданным мною.
Главный штаб Жужуй, 29 июля 1812.
Мануэль Бельграно.
Оригинальный текст (исп.)Pueblos de la Provincia: Desde que puse el pie en vuestro suelo para hacerme cargo de vuestra defensa, en que se halla interesado el Excelentísimo Gobierno de las Provincias Unidas de la República del Río de la Plata, os he hablado con verdad. Siguiendo con ella os manifiesto que las armas de Abascal al mando de Goyeneche se acercan a Suipacha; y lo peor es que son llamados por los desnaturalizados que viven entre vosotros y que no pierden arbitrios para que nuestros sagrados derechos de libertad, propiedad y seguridad sean ultrajados y volváis a la esclavitud.

Llegó pues la época en que manifestéis vuestro heroísmo y de que vengáis a reunirnos al Ejército de mi mando, si como aseguráis queréis ser libres, trayéndonos las armas de chispa, blanca y municiones que tengáis o podáis adquirir, y dando parte a la Justicia de los que las tuvieron y permanecieren indiferentes a vista del riesgo que os amenaza de perder no sólo vuestros derechos, sino las propiedades que tenéis.
Hacendados: apresuraos a sacar vuestro ganado vacuno, caballares, mulares y lanares que haya en vuestras estancias, y al mismo tiempo vuestros charquis hacia el Tucumán, sin darme lugar a que tome providencias que os sean dolorosas, declarandóos además si no lo hicieseis traidores a la patria.
Labradores: asegurad vuestras cosechas extrayéndolas para dicho punto, en la inteligencia de que no haciéndolo incurriréis en igual desgracia que aquellos.
Comerciantes: no perdáis un momento en enfardelar vuestros efectos y remitirlos, e igualmente cuantos hubiere en vuestro poder de ajena pertenencia, pues no ejecutándolo sufriréis las penas que aquellos, y además serán quemados los efectos que se hallaren, sean en poder de quien fuere, y a quien pertenezcan.
Entended todos que al que se encontrare fuera de las guardias avanzadas del ejército en todos los puntos en que las hay, o que intente pasar sin mi pasaporte será pasado por las armas inmediatamente, sin forma alguna de proceso. Que igual pena sufrirá aquel que por sus conversaciones o por hechos atentase contra la causa sagrada de la Patria, sea de la clase, estado o condición que fuese. Que los que inspirasen desaliento estén revestidos del carácter que estuviesen serán igualmente pasados por las armas con sólo lo deposición de dos testigos.
Que serán tenidos por traidores a la patria todos los que a mi primera orden no estuvieran prontos a marchar y no lo efectúen con la mayor escrupulosidad, sean de la clase y condición que fuesen.
No espero que haya uno solo que me dé lugar para poner en ejecución las referidas penas, pues los verdaderos hijos de la patria me prometo que se empeñarán en ayudarme, como amantes de tan digna madre, y los desnaturalizados obedecerán ciegamente y ocultarán sus inicuas intensiones. Más, si así no fuese, sabed que se acabaron las consideraciones de cualquier especie que sean, y que nada será bastante para que deje de cumplir cuanto dejo dispuesto.
Cuartel general de Jujuy 29 de julio de 1812.

Manuel Belgrano.

## Значение
Город Сан-Сальвадор-де-Жужуй и провинцию покинули, по разным оценкам, около 1,5 тысяч человек из населения города и провинции. По словам Бельграно, за ним жители провинции Жужуй последовали добровольно. Тактика «выжженной земли» оставила наступавших испанцев без ресурсов и сил: Пио де Тристан не нашёл абсолютно ничего в разрушенном городе и провинции. Беженцы прошли на юг около 250 км, выйдя на рассвете 29 августа 1812 года к реке Пасахе (провинция Тукуман). Во время отхода у Тукумана Бельграно разбил войска де Тристана, а 20 февраля 1813 года закрепил успех в битве при Сальте, оставив за собой всю провинцию. Это во многом предопределило исход войны за независимость Аргентины.

## Память

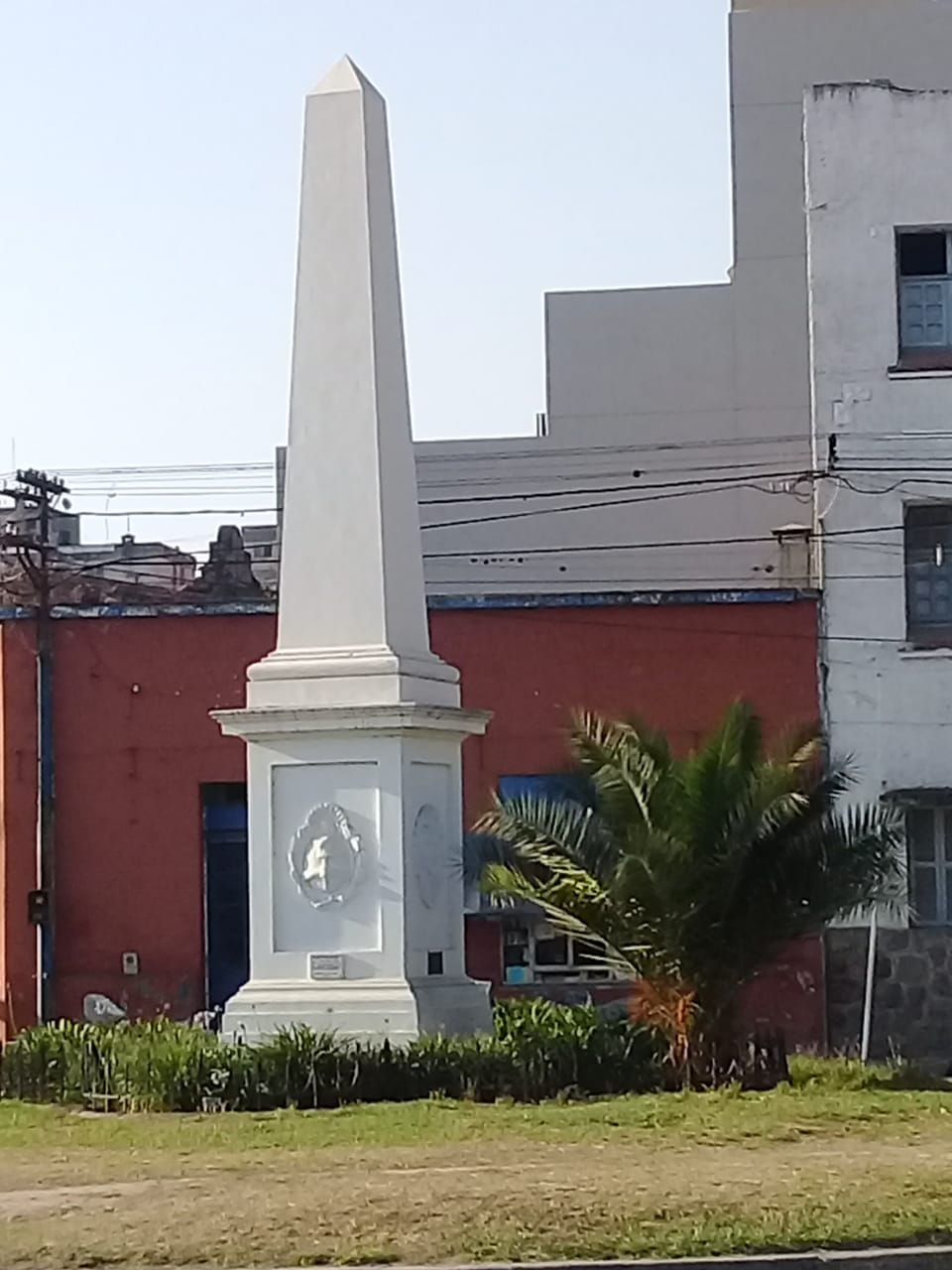
Памятник Жужуйскому исходу

Жужуйский исход отмечается ежегодно как акт героического самопожертвования аргентинцев, который во многом предопределил победу Соединённых провинций в войне против испанской королевской армии. 28 октября 2002 года был подписан закон под номером 25.664, по которому ежегодно город Сан-Себастьян-де-Жужуй будет 23 августа становится «почётной столицей аргентинского народа» (исп. Capital Honorífica de la Nación Argentina. Наиболее крупные празднования состоялись в 2012 году по случаю 200-летия Жужуйского исхода.
Ежегодно 22 августа, за день до знаменательной даты, проводятся церемониальный Марш отхода (с 1955 года) и символическое сожжение города: на побережье реки Сиби-Сиби строятся здания из дерева и соломы, которые затем сжигаются, а из импровизированного города пешком и на телегах выезжают люди, которые оставляют в городе свои личные вещи, принося их в жертву ради свободы аргентинского народа. В самом городе по названию даты Жужуйского исхода был назван футбольный стадион.